# Werdum
Werdum (plattdeutsch Weerm) ist eine Gemeinde und Luftkurort in der Samtgemeinde Esens im Landkreis Wittmund in Niedersachsen.

## Geografie

### Lage
Werdum liegt im Harlingerland in Ostfriesland nur wenige Kilometer hinter dem Nordseedeich. Der Küstenort Neuharlingersiel liegt etwa vier Kilometer nördlich, und Esens etwa sieben Kilometer westlich von Werdum.

### Gemeindegliederung
Zur Gemeinde gehören neben Werdum die Ortsteile Edenserloog und Gastriege. Weitere Orte in der Gemeinde sind Groß Husum, Klein Husum, Anderwarfen, Wallum und das kleine Warfdorf Nordwerdum. Der Ortskern Werdum ist seit dem Jahr 2000 Luftkurort. Der Außenbereich ist seit 1993 staatlich anerkannter Erholungsort.

## Geschichte
Schon 1191 wurde östlich des Dorfes im Ortsteil Edenserloog eine Burg der Herren von Werdum errichtet, die bis heute bewohnt ist. Laut einer Überlieferung stand schon vorher eine Burg des einflussreichen Häuptlingsgeschlechtes auf der Warft der St.-Nikolai-Kirche. Urkundlich erwähnt wird die auf Warften errichtete Siedlung erstmals 1297. Damals lag Werdum am Meer und besaß einen Hafen. Man vermutet, dass am Ort des heutigen Hofes Kapkehörn das Werdumer Siel gelegen hat. Der Ort Werdumer Altendeich weist darauf hin, dass in der Nähe seiner Reihe von Höfen, vermutlich am Verlauf der heutigen Landstraße, einst ein Deich Werdum vor dem Meer schützte.

### Die Burg

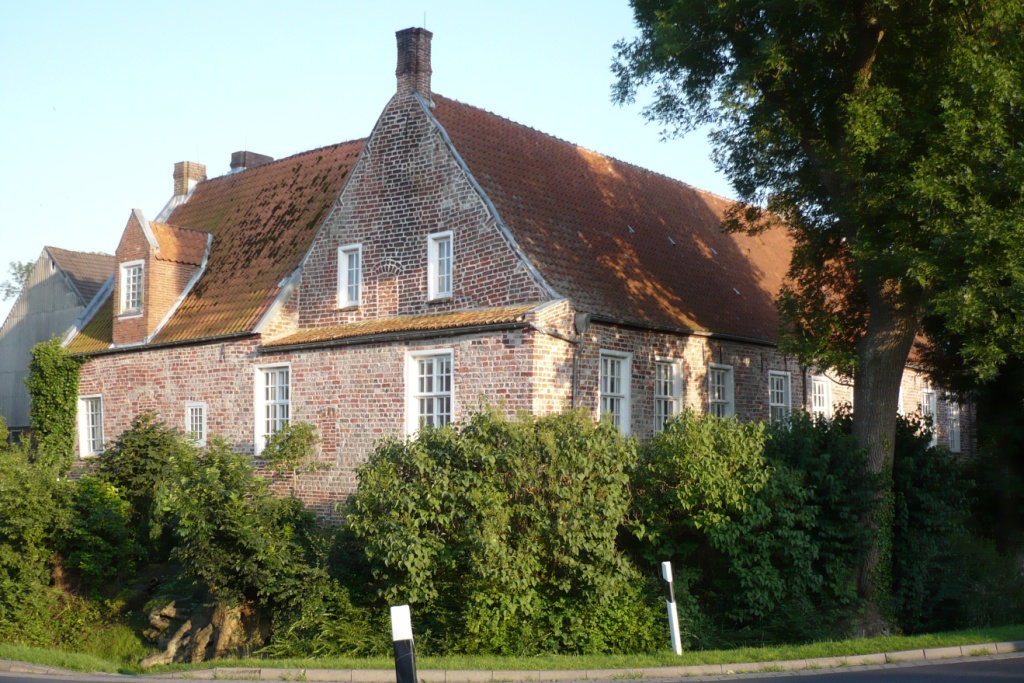
Die Burg im Ortsteil Edenserloog

Die Burg Edenserloog wurde im Mittelalter auf einer Warft erbaut. Die Familie von Werdum, dessen bekanntestes Mitglieder Ulrich von Werdum (* 1632; † 1681) und Ursula van Beckum (* vor 1520; † 1544) waren, ließ das einstige Steinhaus im Laufe der Jahrhunderte zu einer Burg mit Wehrtürmen ausbauen und umgab sie mit einem Wassergraben. Im Süden befand sich der Zugang. Später wurde die Burg als landwirtschaftlicher Betrieb genutzt, wobei Anfang des 18. Jahrhunderts der Wohnturm abgebrochen wurde. Der erhaltene Westflügel stammt noch aus dem Mittelalter. Heute ist die in Privatbesitz befindliche Burg bewohnt und kann seit Sommer 2009 besichtigt werden.
Aus dem Dreißigjährigen Krieg gibt es Überlieferungen, die besagen, dass die Burg von den Mansfeldern belagert war. Die Werdumer in der Burg wollte man durch Aushungern zur Übergabe dieser zwingen. Doch mit der List, ihren letzten Schinken mit einer Stange aus dem Schornstein zu zeigen, um zu suggerieren, man habe noch genügend Lebensmittel, zogen die Mansfelder ab.

### Werdumer Mühle

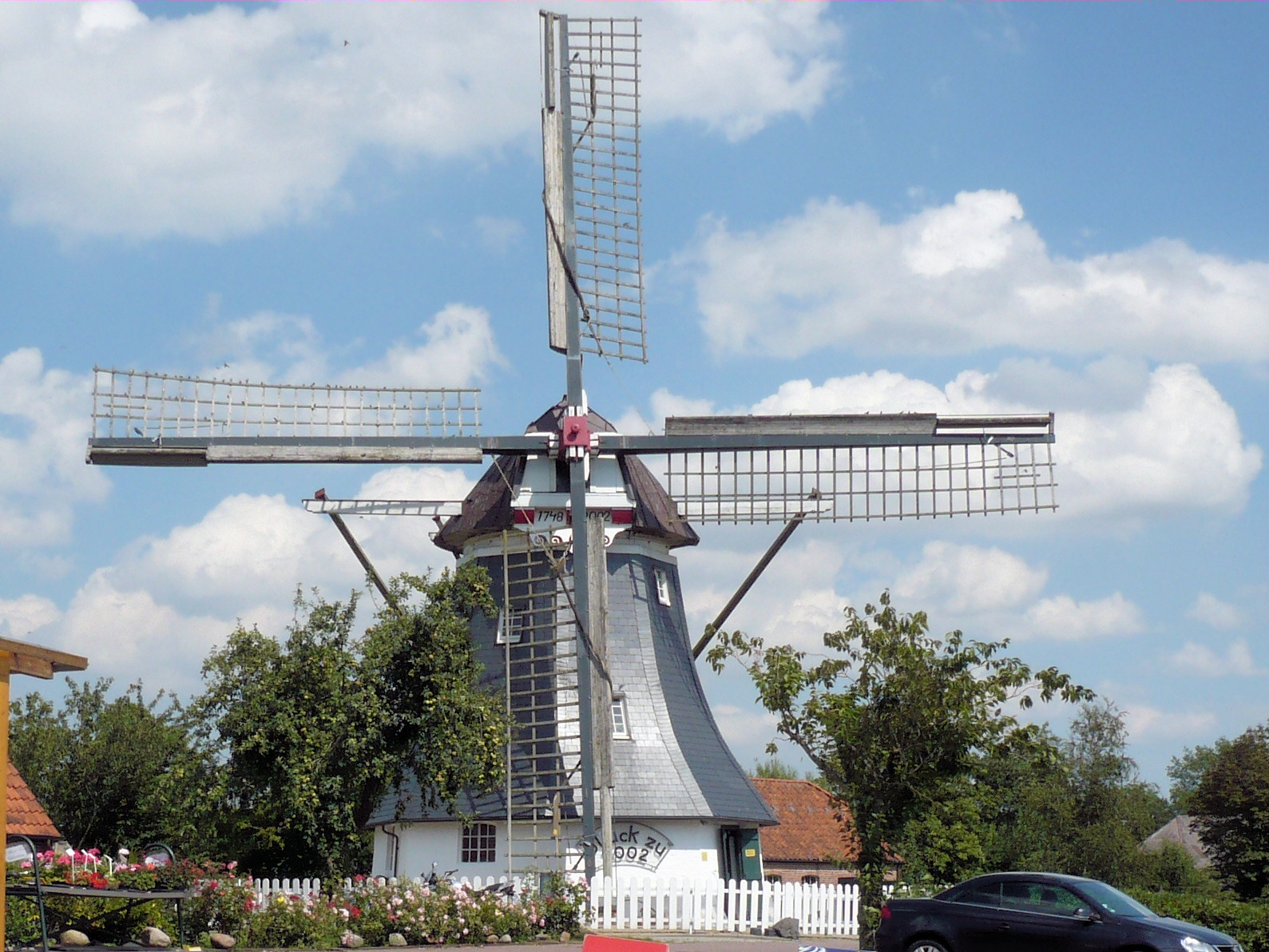
Werdumer Mühle 2009

In der Werdumer Mühle, einem 1802 errichteten Erdholländer, richtete der Heimatverein Werdum 1976 ein kleines Heimatmuseum ein. Zu sehen sind Haushaltsgegenstände und landwirtschaftliche Arbeitsgeräte. Die direkt an der Edenserlooger Straße stehende Mühle, ein funktionstüchtiges technisches Denkmal, ist frei zu besichtigen.

### St.-Nicolai-Kirche

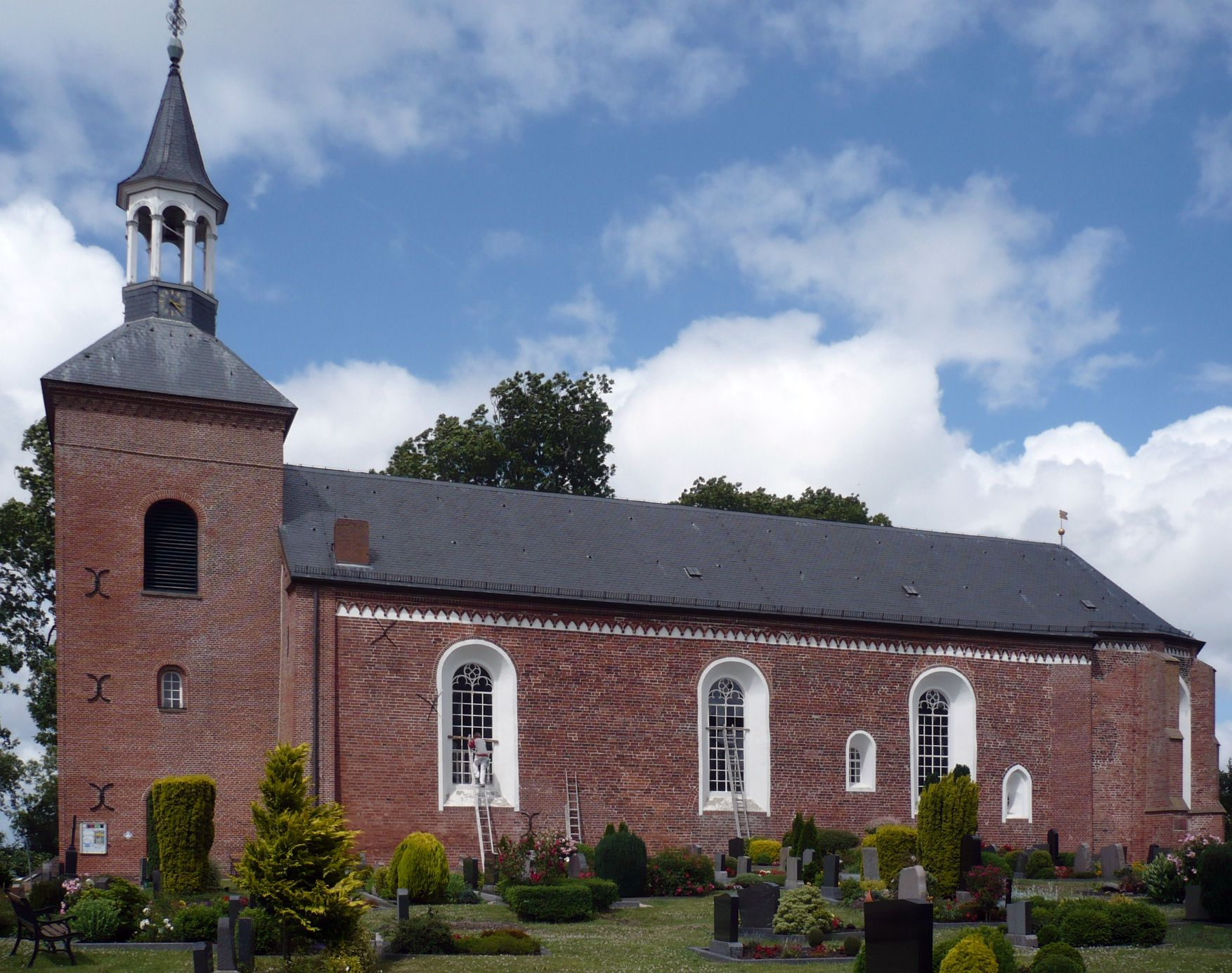
St.-Nicolai-Kirche der ev.-luth. Kirchengemeinde Werdum

Ins 13. Jahrhundert zurück geht die Geschichte der auf einer Warft errichteten St.-Nicolai-Kirche. Sie ist die Kirche der ev.-luth. Kirchengemeinde Werdum, zu der auch Neuharlingersiel gehört. Namensgebend war Bischof Nikolaus von Myra, der zu dieser Zeit als Schutzpatron von Schiffern und Kaufleuten verehrt wurde. Südlich der Kirche schließt sich der Friedhof an. Erste Kirchweihe ist für das Jahr 1327 bezeugt. 1476 wurde der östliche gotische Chor, der heutige Altarraum, angebaut. Die privat gestiftete Kanzel kam 1670 hinzu. Der Turm wurde erst 1756 bis 1763 errichtet. 1796 wurde das Altarbild gemalt und 1897 die Orgel von Johann Diepenbrock eingebaut. Zwischen 1982 und 1989 sowie 2002 wurden umfangreiche Restaurierungen vorgenommen.

## Politik

### Gemeinderat
Der Rat der Gemeinde Werdum hat neun Mitglieder. Dies ist die festgelegte Anzahl für die Mitgliedsgemeinde einer Samtgemeinde mit einer Einwohnerzahl von 501 bis zu 1000 Einwohnern. Der Gemeinderat wird durch eine Kommunalwahl für jeweils fünf Jahre gewählt.
Die Kommunalwahl vom 12. September 2021 ergab folgendes Ergebnis:
| Partei               | Anteilige Stimmen | Anzahl Sitze |
| -------------------- | ----------------- | ------------ |
| Gemeinsam für Werdum | 100,00 %          | 9            |

Die Wahlbeteiligung bei der Kommunalwahl 2021 lag mit 66,14 % über dem niedersächsischen Durchschnitt von 57,1 %.

### Bürgermeister
Aktueller ehrenamtlicher Bürgermeister ist René Weiler-Rodenbäck.
Nach dem Zweiten Weltkrieg hatte Werdum drei Bürgermeister. Der erste war der in Nordwerdum wohnende Wilhelm Janssen, erst von der englischen Besatzung eingesetzt und bei Wahlen bis 1972 bestätigt. Von 1972 bis 1994 wurde die Gemeinde von Bürgermeister Ferdinand Eden geführt. Im August 1994 trat Eden aus gesundheitlichen Gründen vom Amt zurück. Der Rat der Gemeinde Werdum wählte Friedhelm Hass am 19. August 1994 zum Ratsvorsitzenden, ehrenamtlichen Gemeindedirektor und Bürgermeister.

## Wappen
| | Blasonierung: „Geteilt durch eine Wellenlinie von Gold (Gelb) und Blau; oben die rote perspektivische Abbildung der Burg Edenserloog; unten zwischen zwei aus dem unteren Schildrand wachsenden goldenen (gelben) Ähren ein goldener (gelber) Mühlstein.“ |
| Wappenbegründung: Das Wappen zeigt im oberen Teil die Burg Edenserloog, die einzig erhaltene Häuptlingsburg des Harlingerlandes aus dem Jahre 1460 im gleichnamigen Ortsteil. Der Mühlstein symbolisiert die noch erhaltene und 2002 restaurierte Kornwindmühle von 1748. Die Getreideähren weisen auf die Bedeutung der Landwirtschaft in der Vergangenheit hin. Das Blau im unteren Teil des Wappens weist auf die Nähe des Ortes zur Nordsee hin. | |

## Kultur und Sehenswürdigkeiten

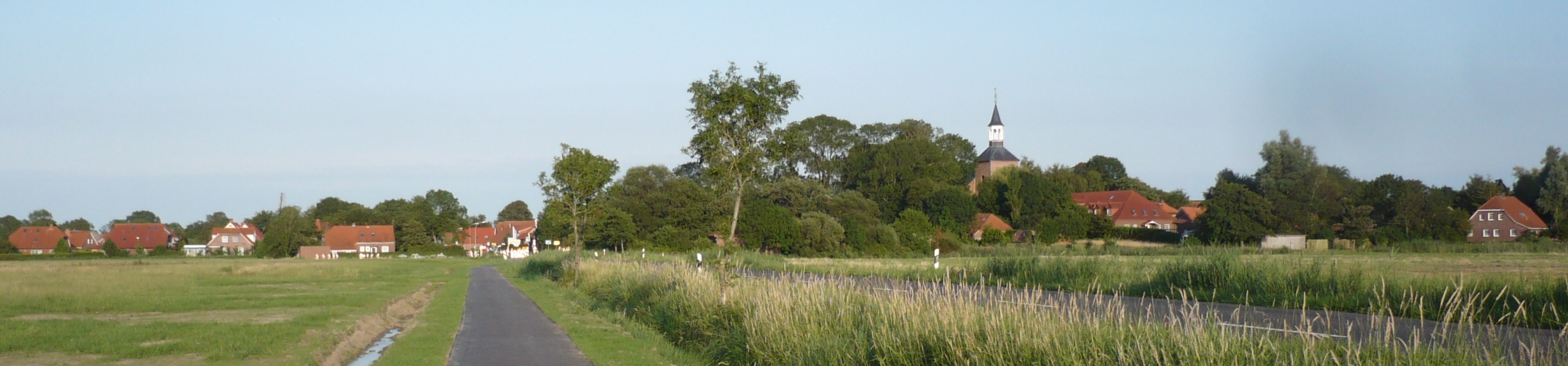
Werdum, Ansicht von Westen

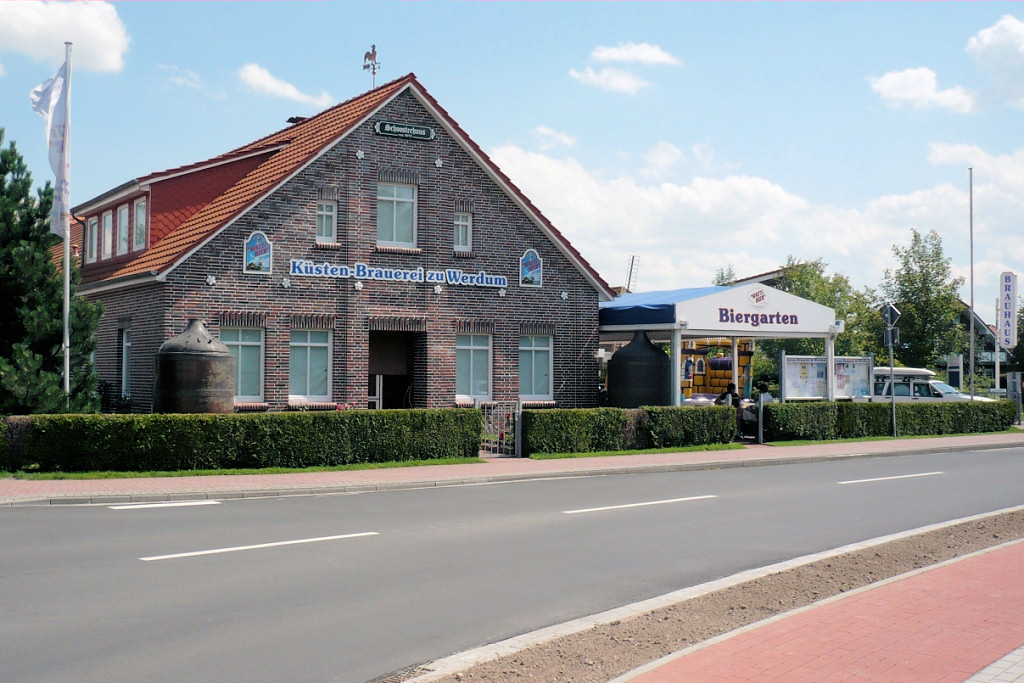
Küstenbrauerei

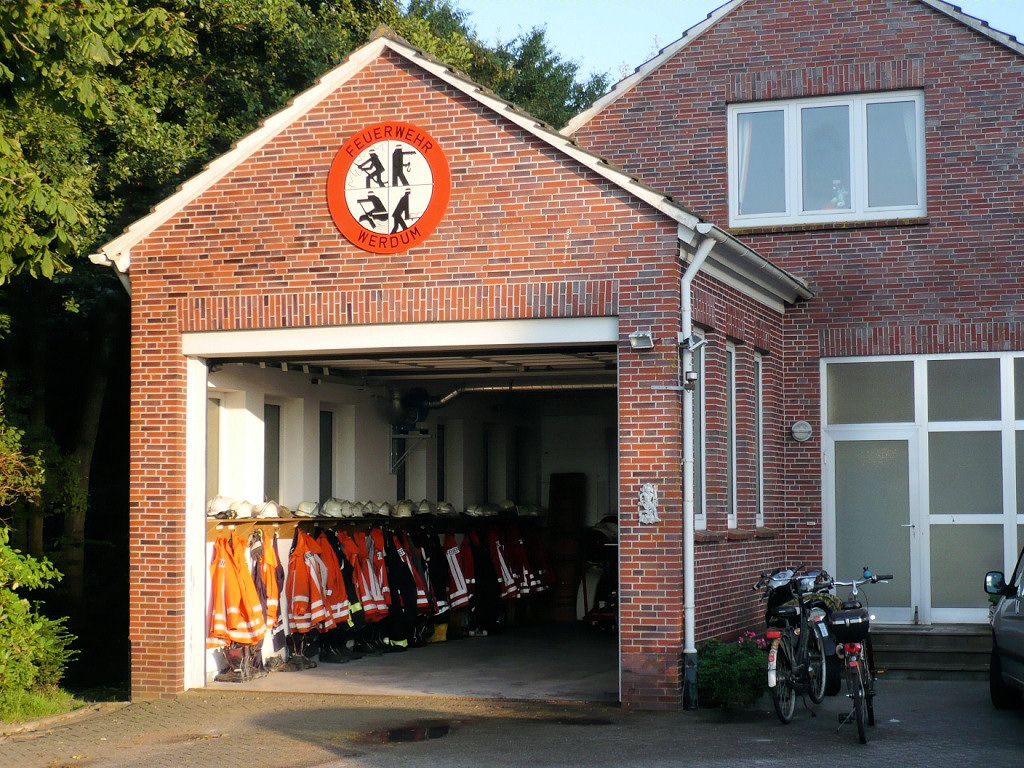
Freiwillige Feuerwehr

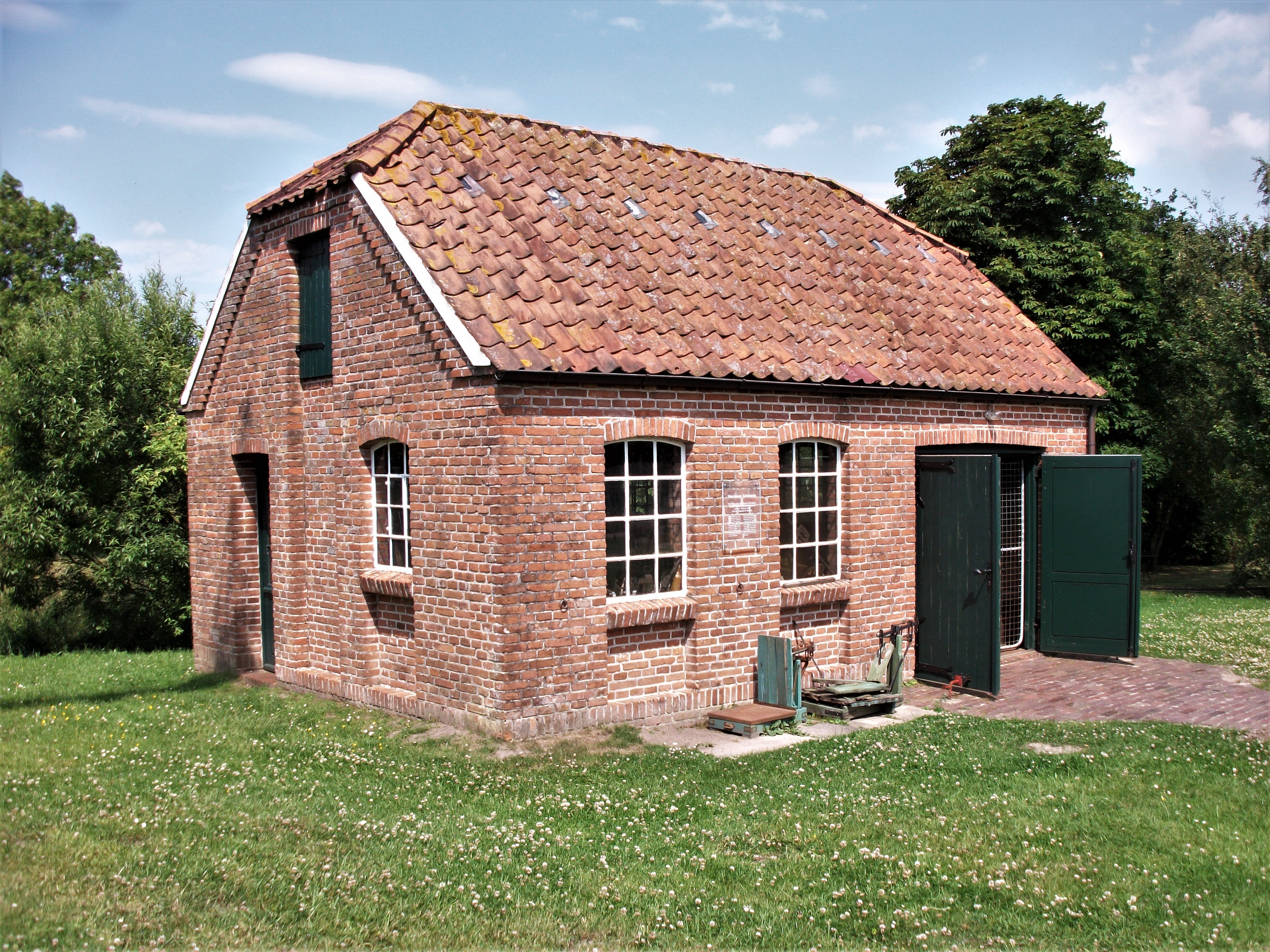
Werdumer Schmiede

Die Windmühle aus dem Jahre 1748 mit 1976 darin eröffnetem Heimatmuseum und die St.-Nicolai-Kirche aus dem 13. Jahrhundert sind Zeugen der Geschichte Werdums, ebenso wie die in Privatbesitz befindliche Burg im Ortsteil Edenserloog aus dem Mittelalter mit älterem Gewölbe. Werdum besitzt in zentraler Ortslage einen Haustierpark, in dem seit 1998 hauptsächlich vom Aussterben bedrohte Haustierrassen gezeigt werden. Des Weiteren gibt es eine kostenfrei zugängliche Kneipphalle, eine Brauerei mit Bierstube sowie weitere Freizeitanlagen wie Tennisplatz, Fitnesscenter, eine Minigolfanlage und einige Spielplätze. Außerdem verfügt Werdum über eine Freiwillige Feuerwehr.

## Sport
Der SV Werdum ist der größte Sportverein im Ort. Er zählt nahezu so viele Mitglieder wie Werdum Einwohner hat. Als Sportarten werden Fußball, Tischtennis, Fitness, Jiu Jitsu, Turnen, Kegeln und vieles mehr angeboten.

## Wirtschaft und Infrastruktur

### Wirtschaft
Der ländliche Ort Werdum lebt von etwas Landwirtschaft und in hohem Maße vom Tourismus. Es gibt ganze Ferienhaus-Siedlungen mit entsprechender Infrastruktur wie beispielsweise einer Touristeninformation, Kuranlagen, Geschäften und Lokalitäten. Als Luftkurort erhebt Werdum eine Kurtaxe, für die man eine Kurkarte erhält, die auch an mehreren anderen Orten an der Nordseeküste gilt.

### Verkehr
Werdum ist über die Kreisstraße 14 östlich von Esens zu erreichen.

## Persönlichkeiten
- Ursula van Beckum, geboren als Ursula von Werdum (* vor 1520 in Werdum; † 1544 in Delden), Täuferin, Märtyrerin der Täuferbewegung, wurde als Ketzerin verbrannt.
- Carl Heinrich Schaaf (* 1827 in Werdum; † 1904 in Potshausen), evangelischer Theologe und Superintendent.
- Hans Hellmut Kirst (* 1914 in Osterode, Ostpreußen; † 1989 in Bremen), Schriftsteller, lebte zuletzt in Werdum, starb in Bremen und wurde in Werdum bestattet.
- Werner Onken (* 1953 in Varel), Ökonom, verbrachte in Werdum seine Kindheit und Jugend.